# Ural
L'Ural (in russo Урал?, in baschiro Яйыҡ, Yayıq, in kazako Жайык?, Žajyq), conosciuto come Jaik (in russo Я́и́к?) prima del 1775, è un fiume della Russia sud-orientale. Scorre (nell'ordine) nella Repubblica autonoma della Baschiria, nell'oblast' di Čeljabinsk (Siberia occidentale), nell'oblast' di Orenburg e nel Kazakistan (regione del Kazakistan Occidentale e regione di Atyrau). Insieme ai monti Urali, al Mar Caspio, alla depressione del Kuma-Manyč, al Mar Nero e agli stretti del Bosforo e dei Dardanelli, segna il confine comunemente accettato tra Europa e Asia. Fu la zarina Anna I di Russia, nel 1730, che adottò ufficialmente tale separazione tra i due continenti.

## Percorso
Nasce dal versante orientale degli Urali meridionali, non lontano dalla cittadina di Učaly e scorre inizialmente verso sud, percorrendo il pedemonte orientale della catena; in questo tratto forma alcuni laghi e tocca l'importante città industriale di Magnitogorsk.
All'altezza dell'altra grossa città di Orsk, compie una decisa svolta di circa 90° e volge il suo corso verso occidente, aggirando a sud gli Urali meridionali; attraversa una regione steppica debolmente rilevata, nella quale non tocca insediamenti di rilievo ad eccezione di Novotroick e Orenburg.
Costeggia per un breve tratto i bassi rilievi collinari dell'Obščij Syrt e, entrato in Kazakistan, bagna Oral (anche conosciuta con il nome russo di Ural'sk, dal nome del fiume) e torna nuovamente a dirigersi verso sud. Scorre in quest'ultimo tratto del suo corso in una regione pianeggiante e coperta da una magra steppa che si trasforma gradualmente nel semideserto; bagna le località di Čapaevo, Inderborskij e Atyrau prima di gettarsi nel Mar Caspio con un'ampia foce a delta, dopo 2.428 km di corso buona parte dei quali costituiscono, convenzionalmente, il confine tra Europa ed Asia.

## Bacino idrografico
Il fiume Ural drena un territorio di circa 231 000 km², molto più piccolo del territorio interessato dai bacini dei maggiori fiumi russi, e di conseguenza non ha affluenti di dimensioni rilevanti: i maggiori sono Irtek, Sakmara, Šagan, Guberlja, Tanalyk e Bol'šoj Kizil da destra, Utva, Bol'šoj Kumak, Or', Ilek, Suunduk, Gumbejka da sinistra. Una delle ragioni delle ridotte dimensioni del bacino è l'aridità del clima, che fa sì che alcuni fiumi (come Uil, Olenty e Kaldygajty) si esauriscano in alcuni bacini endoreici circostanti invece di affluire all'Ural.
Le zone interessate dal bacino del fiume hanno una bassissima densità di popolamento, in particolare le aree in territorio kazako, a causa del clima arido e sottoposto a forti escursioni termiche annue; la popolazione si addensa per la maggior parte nelle grandi città di Orenburg, Magnitogorsk, Orsk, Oral, Atyrau, Novotroick.
Lungo il fiume è sviluppata l'industria della pesca.

## Regime
Il fiume Ural non ha portata d'acqua elevata, nonostante le sue dimensioni, a causa dell'aridità climatica delle zone attraversate: la portata media annua è intorno ai 100 m³/s presso la città di Orenburg, nel medio corso, e sale a circa 400 presso Kušum nel basso corso. Questi valori derivano da massimi che possono raggiungere, rispettivamente, i 12 000-14 000 m³/s e da minimi che possono scendere a 1,6  m³/s.
Come la maggior parte dei fiumi russi, i minimi si registrano alla fine del periodo di gelo, che va dai primi di novembre ai primi di aprile nell'alto corso e dalla fine di novembre a fine marzo nel basso corso; la stagione primaverile vede invece le massime piene, durante le quali l'Ural scarica circa l'80% della sua portata annua.